# Sufers
Sufers est une commune suisse du canton des Grisons, située dans la région de Viamala.
Sur son territoire se trouve une partie des gorges de la Roffla.

## Dans la littérature
Le village est le siège de l’action de la nouvelle Mission divine (2016), de Jean-Marc Ligny.